# Cyrtodactylus irregularis
Cyrtodactylus irregularis este o specie de șopârle din genul Cyrtodactylus, familia Gekkonidae, ordinul Squamata, descrisă de Worthington George Smith în anul 1921. Conform Catalogue of Life specia Cyrtodactylus irregularis nu are subspecii cunoscute.